# Il passato è sempre presente
 Il passato è sempre presente (Whispering City) è un film del 1947 diretto da Fëdor Aleksandrovič Ocep.
Il regista ne girò contemporaneamente una versione francese, dal titolo La Forteresse.

## Trama
La reporter Mary Roberts fa visita in ospedale, dove è degente in seguito ad un incidente stradale, all’ex-attrice Renée Brancourt, ritiratasi dalle scene tempo prima, dopo la morte del marito, che Renée si dice convinta essere dovuta ad un omicidio, nonostante l’esito contrario dell’inchiesta, che archiviava il caso come un incidente.
Il giovane compositore Michel Lacoste, la cui relazione con la moglie Blanche è giunta al termine, ricorre all’avvocato Albert Frédéric per l’eventuale divorzio.
Renée, prima di morire, fa avere a Mary le chiavi del proprio appartamento, che la reporter una sera visita, mentre in esso si trova già, con l’intento di perquisire l’abitazione, un uomo, che si nasconde. Mary trova il diario di Renée, nel quale viene menzionato Albert Frédéric come amministratore degli averi del defunto.
Michel, dopo un ennesimo diverbio con la moglie, si presenta a tarda notte e completamente ubriaco da Albert, e cade profondamente addormentato. Albert visita allora la casa della coppia, e trova Blanche morta, verosimilmente per un’overdose di tranquillanti: riesce poi a convincere Michel, peraltro già ricercato dalla polizia, di essere colpevole dell’assassinio della moglie, avendo agito in stato di semi-incoscienza. Albert offre quindi una scappatoia legale a Michel, ma in cambio gli chiede di uccidere Mary, che egli sa essere sulle proprie tracce.
Albert legge quindi sul giornale della morte di Mary, ma, messo sull’avviso da un indizio, si presenta a casa della reporter, viva, e, dopo aver confessato di essere l’autore dell’omicidio del marito di Renée, cerca di eliminarla.